# Pseudocythere frydli
Pseudocythere frydli is een mosselkreeftjessoort uit de familie van de Bythocytheridae. De wetenschappelijke naam van de soort is voor het eerst geldig gepubliceerd in 1982 door Yajima.